# Francesco Maria Grimaldi
Francesco Maria Grimaldi, född 2 april 1618 i Bologna, Italien, död 28 augusti 1663 i Bologna, var en italiensk jesuitpräst, matematiker och fysiker. Han var lärare vid jesuitkollegiet i Bologna och den förste som iakttog och studerade ljusets böjning. Hans undersökningar av ljuset publicerades i arbetet Physico-mathesis de lumine, coloribus et iride, aliisque adnexis libri II (tryckt postumt 1665), vilket även innehåller en vågteori för ljuset.

## Biografi
Grimaldi var son till sidenhandlaren Paride Grimaldi, som hade flyttat till Bologna 1589, i dennes äktenskap med Anna Cattani, som ägde en kemikaliebutik, och hade två äldre bröder. När han fortfarande var ganska ung dog hans far och vid den tiden tog hans mor över driften av familjens butik. Francesco och hans bror Vincenzo gick båda med i Jesu sällskap (jesuiterna) i mars 1632.
Alla platser där Grimaldi studerade är inte kända, men man vet med säkerhet att han 1634 befann sig i Novellara, ca 20 km norr om Reggio nell'Emilia, där han bodde i ett hus som byggts 1571 för att utbilda jesuitnybörjare. År 1635 reste han till Parma väster om Novellara, där han började studera filosofi. Jesuiterna drev tre utbildningsinstitutioner i Parma, universitetet, en högskola för att utbilda adelns söner och en jesuitkollegium, etablerad omkring 1600, som Grimaldi deltog i. Förutom avancerade kurser i filosofi och teologi tillhandahöll högskolan kurser på lägre nivå i grammatik och retorik.
Grimaldi var dock i Parma i mindre än ett år innan han flyttade till Bologna för att slutföra sitt första år av studier av filosofi. Hans andra år som studrande, 1636-37, tillbringade han i Ferrara innan han återvände till Bologna för att avsluta den treåriga kursen. Därefter undervisade han i retorik och humaniora vid College of Santa Lucia i Bologna i fyra år från 1638 till 1642. Grimaldi undervisades av Giovanni Battista Riccioli i Parma 1635 och båda hade flyttat till Bologna samtidigt 1636.

## Karriär och vetenskapligt arbete
Åren 1640 till 1650, då han arbetade med Riccioli, undersökte han fritt fall av föremål  och bekräftade att fallsträckan var proportionell mot kvadraten på den tid fallet tog. Grimaldi och Riccioli gjorde också en beräkning av tyngdkraften vid jordytan genom att registrera svängningarna hos en exakt pendel.
Inom astronomin byggde och använde han instrument för att mäta berg på månen såväl som molnens höjd och ritade en exakt karta eller selenograf, som publicerades av Riccioli och nu pryder ingången till National Air and Space Museum i Washington D.C.
Grimaldi var den förste som gjorde noggranna observationer om ljusets diffraktion (även om Leonardo da Vinci enligt vissa berättelser tidigare hade gjort detta), och myntade ordet "diffraktion". Genom experiment kunde han visa att den observerade passagen av ljus inte kunde förenas med tanken att det rörde sig i en rätlinjig väg. Snarare fick ljuset som passerade genom hålet formen av en kon. Senare fysiker, särskilt den holländsk matematiker Christiaan Huygens, använde hans arbete som bevis för att ljus var en vågrörelse. Han upptäckte också så kallade diffraktionsband.
Ett annat projekt som Grimaldi arbetade med var en undersökning, med hjälp av triangulering, för att bestämma en meridianlinje för Bologna. Återigen samarbetade han om detta med Riccioli men dessutom assisterades han av Ovidio Montalbini, professor vid Bolognas universitet och ansvarig för dess vetenskapsmuseum, och Giovanni Domenico Cassini, som hade utsetts till professor i matematik vid universitetet i Bologna 1650. Projektet slutfördes 1655 och resultaten publicerades, återigen av Riccioli, i Geographiae Hydrographiae Reformatae (T) (1661). Grimaldi gjorde en betydande mängd observationer och data från hans observationer av stjärnor publicerades i Ricciolis Astronomia Reformata (T) (1665).